# Estádio Antonio Magalhães Rossel
Estádio Antonio Magalhães Rossel (zwany również Estrela D'Alva – stadion piłkarski, w Bagé, Rio Grande do Sul, Brazylia, na którym swoje mecze rozgrywa klub Guarany Futebol Clube.

## Historia
Stadion powstał w 1915 roku i jest czwartym najstarszym stadionem w Brazylii. Początkowo funkcjonował pod nazwą Estrela D'Alva. W latach 1920 i 1938 grający na tym obiekcie Guarany Futebol Clube wygrał Campeonato Gaúcho. W 1952 roku zamontowano na stadionie oświetlenie, a w latach 60. zmieniono jego nazwę na Estádio Antonio Magalhães Rossel.